# Cole Porter
 (février 2020).
Si vous disposez d'ouvrages ou d'articles de référence ou si vous connaissez des sites web de qualité traitant du thème abordé ici, merci de compléter l'article en donnant les références utiles à sa vérifiabilité et en les liant à la section « Notes et références ».
Pour les articles homonymes, voir Porter.
Cole Porter, né le 9 juin 1891 à Peru (Indiana) et mort le 15 octobre 1964 à Santa Monica (Californie) est un compositeur et parolier américain.
Auteur de quelques-unes des plus célèbres comédies musicales de la scène américaine, créées pour la plupart à Broadway, il est considéré comme l'un des classiques de la musique populaire américaine, aux côtés d'Irving Berlin, Harold Arlen, George Gershwin, Duke Ellington, Richard Rodgers, Jerome Kern, Hoagy Carmichael, Oscar Hammerstein II, Burt Bacharach. Plusieurs de ses titres font partie du Grand répertoire américain de la chanson ou sont devenus des standards du jazz.

## Biographie

### Jeunesse et débuts

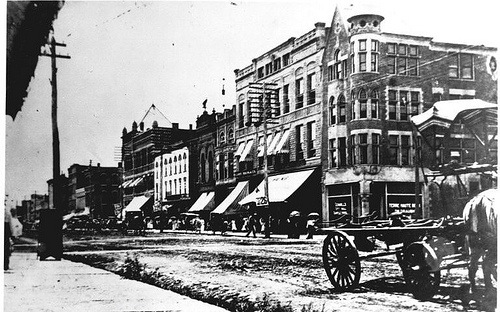
Peru (Indiana), lieu de naissance de Cole Albert Porter.

Cole Albert Porter naît dans une famille aisée auprès de ses parents Kate Cole et Sam Porter ; son grand-père James Omar est un millionnaire. Sa mère lui apprend dès son plus jeune âge les premiers rudiments musicaux et lui fait apprendre le violon à partir de six ans, puis le piano deux ans plus tard auprès du Marion Conservatory de l'Indiana,,. À l'âge de dix ans, avec l'aide de sa mère, il écrit sa première opérette Song of the Birds, composée de six numéros tels The Young Ones Leaning to Sing and The Cuckoo Tells the Mother Where the Bird Is.

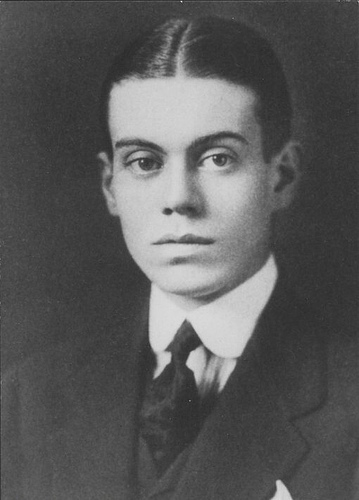
Cole Porter, étudiant à l'université Yale en 1913.

Après ses études secondaires à la Worcester Academy (en) de Worcester dans le Massachusetts, Cole Porter est accepté à l'université Yale en 1909 (où il devient membre de la célèbre société secrète Scroll and Key), pour ensuite entrer en 1913 à la Faculté de droit de Harvard . Ayant pris conscience de sa passion pour la musique, il abandonne l'étude du droit et étudie au département de musique de Harvard. Le 28 mars 1916, il présente à Broadway sa première œuvre publique, See America First (sur un livret de T. Lawrason Riggs) au Maxine Elliott's Theatre de Broadway, c'est un échec, les représentations cessent au bout de deux semaines seulement le 8 avril 1916.

### Séjour en France
Secoué par cet échec, Cole Porter part pour la France, alors en guerre, et s'engage le 20 avril 1918 dans la Légion étrangère française, pour servir en Afrique du Nord (matricules 18/12651 et 18/47647)[réf. nécessaire]. Il est affecté au régiment de marche de la Légion étrangère, puis envoyé à l’école d'artillerie de Fontainebleau, dont il sort aspirant à compter du 22 août 1918. Affecté au 15e RAC puis au 32e RA, il rejoint ensuite le bureau de l'attaché militaire des États-Unis. Libéré le 17 avril 1919, il se voit décerner la croix de guerre 1914-1918[réf. nécessaire].
Il s'installe dans un appartement luxueux à Paris et partage son temps entre ses fonctions d'officier et une vie de playboy. En 1918, il fait la connaissance de Linda Lee Thomas (en) (1883-1954), une riche divorcée de Louisville (Kentucky), de sept ans son aînée, qu'il épouse le 18 décembre 1919 à la mairie du 8e arrondissement de Paris. Certains chroniqueurs de l'époque la décrivent comme « la plus belle femme au monde »[réf. nécessaire]. Parallèlement, Cole Porter étudie avec le compositeur Vincent d'Indy, à la Schola Cantorum, école supérieure de musique et de chant (choral) de réputation internationale.
En 1923, Rolf de Maré lui commande une œuvre pour les Ballets suédois : Within the Quota, premier « ballet jazz » de l'histoire de la musique.

### Consécration

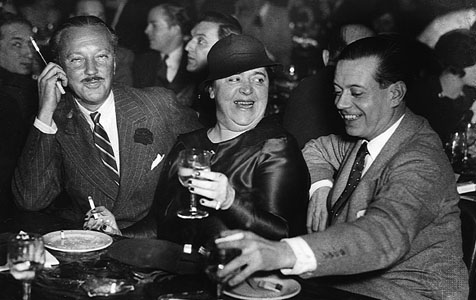
Cole Porter avec Elsa Maxwell et William Rhinelander Stewart en 1934.

Cole Porter connaît ses premiers succès avec ses comédies musicales et chansons « isolées », dont beaucoup ont été inspirées par Fred Astaire.

### Vie privée
Cole Porter était bisexuel, situation qui était apparemment connue de son épouse dès les premiers temps de leur mariage. On lui connaît plusieurs aventures avec des hommes, et surtout une relation avec Leslie Hutchinson, qui compta parmi ses amants et fut l'un de ses amoureux réguliers. Cole et son épouse se séparèrent au début des années 1930, alors qu'ils vivaient à Hollywood, lorsque Porter se mit à ne plus cacher publiquement son homosexualité. Cole Porter avait eu une liaison en 1925 avec le collaborateur des Ballets russes Boris Kochno, puis vécut longtemps avec Howard Sturges, tout en ayant d'autres relations avec l'architecte Ed Tauch, le chorégraphe Nelson Barclift (qui inspira Night and Day), le réalisateur John Wilson (qui devait plus tard épouser la « reine de beauté » Nathalie Paley), et pour finir avec Ray Kelly, dont les enfants devinrent bénéficiaires de la moitié des droits d'auteur de Porter, qui n'avait pas de descendance.

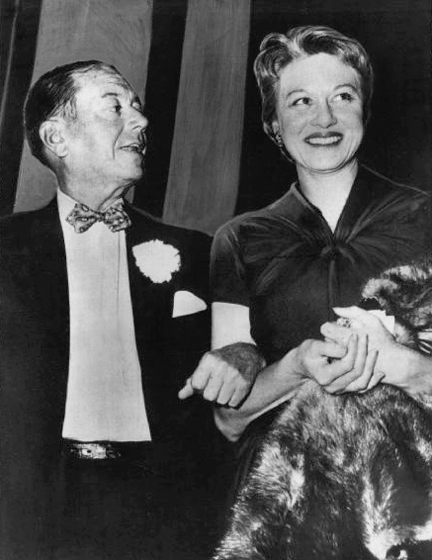
Jean Howard et Cole Porter, début 1954

En 1931, les Porter rencontrent Jean Howard pour la première fois chez Ethel Borden (en) qui donne des soirées après le théâtre à New York. Jean devient la plus proche amie de Linda et de Cole. Après sa mère et Linda, Jean est la femme la plus aimée de Cole depuis leur rencontre en 1931 jusqu'à sa mort. Après la mort de Linda, Jean lui devient encore plus chère, et ils voyagent beaucoup ensemble.
Un accident d'équitation en 1937, où il eut les jambes écrasées, le laisse partiellement handicapé. Il endurera des douleurs pour le restant de ses jours, ce qui ne l'empêcha pas de composer. Selon un de ses biographes, William McBrien, Cole Porter aurait imaginé les paroles d'une partie de At Long Last Love alors qu'il gisait sur le sol aussitôt après son accident, dans l'attente des secours, histoire que le biographe juge apocryphe et probablement inventée par Porter lui-même.

### Décès
Le 22 septembre 1964, Cole Porter est hospitalisé au Saint John's Health Center (en) de Santa Monica. Il meurt le 15 octobre 1964 pendant une opération chirurgicale, et est inhumé au Cimetery Mount Hope (cimetière du Mont de l’Espérance), dans sa ville natale de Peru.

## Œuvres

### Comédies musicales
(comme auteur-compositeur et / ou librettiste, sauf mention contraire)
- 1915 : Hands Up, musique de Sigmund Romberg et E. Ray Goetz, lyrics de E. R. Goetz, livret d'Edgar Smith (en), avec Will Rogers (musique et lyrics additionnels)
- 1915 : Miss Information, pièce de Paul Dickey et Charles W. Goddard, + musique de Jerome Kern et lyrics d'Elsie Janis, avec Marion Davies (musique et lyrics additionnels)
- 1916 : See America First, livret de T. Lawrason Riggs, avec Clifton Webb
- 1919 : Hitchy-Koo, revue, livret de George V. Hobart
- 1920 : As You Were, revue, musique de Herman Darewski, lyrics et livret de Arthur Wimperis, avec Clifton Webb (musique et lyrics additionnels)
- 1924 : The Greenwich Village Follies (1924), revue, lyrics conjointement avec John Murray Anderson et Irving Caesar
- 1928 : Paris, lyrics conjointement avec E. Ray Goetz, livret de Martin Brown, avec Louise Closser Hale
- 1929 : Fifty Million Frenchmen, livret de Herbert Fields, avec Genevieve Tobin (adaptée au cinéma en 1931)
- 1929 : Wake Up and Dream (en), revue, livret de J.H. Turner, chorégraphie de Jack Buchanan, Max Rivers et Tilly Losch, avec J. Buchanan, T. Losch
- 1930 : The New Yorkers, revue, livret de Herbert Fields, avec Jimmy Durante
- 1932 : Gay Divorce, livret de Dwight Taylor, orchestrations de Hans Spialek et Robert Russell Bennett, mise en scène de Howard Lindsay, avec Fred Astaire, Eric Blore, Erik Rhodes (adaptée au cinéma en 1934)
- 1933 : Nymph Errant (en), livret de Romney Brent, d'après une nouvelle de James Laver. Chorégraphie de Agnes de Mille, avec Gertrude Lawrence, Elisabeth Welch, Moya Nugent, David Burns. Decors et costumes de Doris Zinkeisen
- 1934 : Anything Goes, livret de Guy Bolton et Pelham Grenville Wodehouse, révisé par Howard Lindsay et Russel Crouse, arrangements musicaux de Hans Spialek et Robert Russell Bennett, mise en scène de H. Lindsay, avec Ethel Merman, Victor Moore (adaptée au cinéma en 1936)
- 1935 : Jubilee, livret de Moss Hart, orchestrations de Robert Russell Bennett, costumes d'Irene Sharaff et Connie De Pinna, avec Mary Boland, Montgomery Clift, Melville Cooper, Charles Walters
- 1936 : Red, Hot and Blues, livret de Howard Lindsay et Russel Crouse, arrangements musicaux de Robert Russell Bennett, mise en scène de H. Lindsay, avec Jimmy Durante, Ethel Merman, Bob Hope
- 1938 : You Never Know, livret de Rowland Leigh, costumes notamment de Charles Le Maire, avec Charles Kemper, Lupe Vélez, Clifton Webb
- 1938 au théâtre|1938 : Leave It to Me!, livret de Samuel et Bella Spewack, avec Mary Martin, Victor Moore, Gene Kelly
- 1939 : Du Barry Was a Lady, livret de Herbert Fields et B.G. DeSylva, avec Bert Lahr, Ethel Merman, Betty Grable, Charles Walters
- 1940 : Panama Hattie, livret de Herbert Fields et B.G. DeSylva, avec Ethel Merman, Betty Hutton, June Allyson, Betsy Blair, Lucille Bremer, Vera-Ellen, Hal Conklin, James Dunn, Arthur Treacher
- 1941 : Let's Face It !, livret de Herbert et Dorothy Fields, chorégraphie de Charles Walters, avec Danny Kaye, Eve Arden, Nanette Fabray
- 1943 : Something for the Boys, livret de Herbert et Dorothy Fields, production de Michael Todd, avec Ethel Merman
- 1944 : Mexican Hayride, livret de Herbert et Dorothy Fields, production de Michael Todd, avec June Havoc
- 1944 : Seven Lively Hearts, revue, livret de George S. Kaufman et Ben Hecht, musique de ballet additionnelle d'Igor Stravinsky, direction musicale Maurice Abravanel, avec Benny Goodman, Bert Lahr
- 1946 : Around the World, livret adapté par Orson Welles, d'après Le Tour du monde en quatre-vingts jours de Jules Verne, mise en scène d'O. Welles, avec Jack Cassidy, O. Welles
- 1948 : Kiss Me, Kate, livret de Samuel et Bella Spewack, d'après La Mégère apprivoisée (The Taming of the Shrew) de William Shakespeare, orchestrations de Robert Russell Bennett, avec Alfred Drake, Patricia Morison (adaptée au cinéma en 1953)
- 1953 : Can-Can, livret et mise en scène d'Abe Burrows (en), chorégraphie de Michael Kidd, avec Lilo, Hans Conried, Erik Rhodes
- 1955 : Silk Stockings, livret de George S. Kaufman, Leueen MacGrath et Abe Burrows (en), d'après Ninotchka de Melchior Lengyel, avec Don Ameche, Hildegard Knef (adaptée au cinéma en 1957)
- 1956 : Quadrille d'amour (Anything Goes) de Robert Lewis

### Musiques de films
(contributions originales uniquement)
- 1937 : Rosalie de W. S. Van Dyke
- 1956 : Haute Société (High Society) de Charles Walters
- 1959 : Les Girls de George Cukor

### Chansons
- 1927 : Let's missbehave
- 1928 : Let's Do It, Let's Fall in Love
- 1929 : What Is This Thing Called Love?
- 1932 : Night and Day
- 1934 : All Through the Night ; Anything Goes (chanson d'Ethel Merman) ; I Get a Kick Out of You, You're the Top ;You'd Be So Easy to Love ; Miss Otis Regrets
- 1935 : Begin the Beguine ; Just One of Those Things ; Don't Fence Me In
- 1936 : I've Got You Under My Skin ; It's De-Lovely
- 1938 : My Heart Belongs to Daddy (chanson)
- 1939 : I've Got My Eyes on You ; Do I Love You? ; Well, Did You Evah!
- 1943 : You'd Be So Nice to Come Home To
- 1950 : Ev'ry Time We Say Goodbye
- 1953 : C'est magnifique ; I Love Paris
- 1954 : All of You
- 1956 : True Love (chanson de Cole Porter)[18]

## Hommages
En 1990 parut '’Red Hot + Blue: A Tribute to Cole Porter", un album CD en hommage à Cole Porter dont les bénéfices allèrent à la recherche sur le sida. Les principaux succès du compositeur y étaient repris par des stars pop/rock, tels U2, David Byrne, Annie Lennox, Iggy Pop, Sinead O'Connor, Les Négresses vertes, Neneh Cherry, Salif Keïta ainsi qu'Erasure.
Sa vie a inspiré à Michael Curtiz le film Nuit et Jour (Night and Day), sorti en 1946, avec Cary Grant et Alexis Smith dans les rôles principaux, film qui passe totalement sous silence l'homosexualité de Porter.
Cinquante-huit ans plus tard, Irwin Winkler, sur la base d'un scénario de Jay Cocks, s'est à son tour penché sur la vie de Porter pour en tirer le film De-Lovely. Sorti en 2004, ce film donne le rôle-titre à Kevin Kline et celui de Linda Porter à Ashley Judd.
Irving Berlin qualifiait Night and Day de « cette longue, si longue chanson »[réf. nécessaire].
En 2008, sa musique Anything Goes apparait dans le jeu Fallout 3 de Bethesda Softworks. Ce jeu rend hommage aux plus grands chanteurs des années 1930-1940.
Cole Porter apparait sous les traits d'Yves Heck dans Midnight in Paris de Woody Allen (présenté hors compétition en ouverture du festival de Cannes 2011).
En mai 2010, une étoile du Walk of Fame à Hollywood lui est dédiée.